# Tour de Murcie 2016
La 36e édition du Tour de Murcie a eu lieu le 13 février 2016. La course fait partie du calendrier UCI Europe Tour 2016 en catégorie 1.1.
L'épreuve a été remportée lors d'un sprint à quatre coureurs par le Belge Philippe Gilbert (BMC Racing) respectivement devant l'Espagnol Alejandro Valverde (Movistar) et le Russe Ilnur Zakarin (Katusha).
L'Espagnol Ion Izagirre (Movistar) gagne le classement de la montagne et son coéquipier et compatriote Rubén Fernández Andújar celui des Metas Volantes. Alejandro Valverde finit meilleur coureur Murcien et la formation américaine BMC Racing meilleure équipe.

## Présentation

### Équipes
Classé en catégorie 1.1 de l'UCI Europe Tour, le Tour de Murcie est par conséquent ouvert aux WorldTeams dans la limite de 50 % des équipes participantes, aux équipes continentales professionnelles, aux équipes continentales et aux équipes nationales.
Dix-neuf équipes participent à ce Tour de Murcie - quatre WorldTeams, dix équipes continentales professionnelles, quatre équipes continentales et une équipe nationale :
| UCI WorldTeams  | UCI WorldTeams | UCI WorldTeams |
| Nom de l'équipe | Pays           | Code           |
| --------------- | -------------- | -------------- |
| Astana          | Kazakhstan     | AST            |
| BMC Racing      | États-Unis     | BMC            |
| Katusha         | Russie         | KAT            |
| Movistar        | Espagne        | MOV            |

| Équipes continentales professionnelles | Équipes continentales professionnelles | Équipes continentales professionnelles |
| Nom de l'équipe                        | Pays                                   | Code                                   |
| -------------------------------------- | -------------------------------------- | -------------------------------------- |
| Bora-Argon 18                          | Allemagne                              | BOA                                    |
| Caja Rural-Seguros RGA                 | Espagne                                | CJR                                    |
| CCC Sprandi Polkowice                  | Pologne                                | CCC                                    |
| Cofidis                                | France                                 | COF                                    |
| Direct Énergie                         | France                                 | DEN                                    |
| Funvic Soul Cycles-Carrefour           | Brésil                                 | FSC                                    |
| Gazprom-RusVelo                        | Russie                                 | GAZ                                    |
| Roompot-Oranje Peloton                 | Pays-Bas                               | ROP                                    |
| Topsport Vlaanderen-Baloise            | Belgique                               | TSV                                    |
| Verva ActiveJet                        | Pologne                                | VAT                                    |

| Équipes continentales         | Équipes continentales | Équipes continentales |
| Nom de l'équipe               | Pays                  | Code                  |
| ----------------------------- | --------------------- | --------------------- |
| Burgos BH                     | Espagne               | BUR                   |
| Euskadi Basque Country-Murias | Espagne               | EUS                   |
| Louletano-Hospital de Loulé   | Portugal              | LHL                   |
| Matrix Powertag               | Japon                 | MTR                   |

| Équipe nationale           | Équipe nationale | Équipe nationale |
| Nom de l'équipe            | Pays             | Code             |
| -------------------------- | ---------------- | ---------------- |
| Équipe nationale d'Espagne | Espagne          | ESP              |

### Primes
Les vingt prix sont attribués suivant le barème de l'UCI,. Le total général des prix distribués est de 14 477 €.
| Position | 1er     | 2e      | 3e      | 4e    | 5e    | 6e    | 7e    | 8e    | 9e    | 10e à 20e |
| Prix     | 5 785 € | 2 895 € | 1 445 € | 715 € | 580 € | 433 € | 433 € | 287 € | 287 € | 147 €     |

## Classements

### Classement final
| Classement final | Classement final   | Classement final | Classement final      | Classement final  |
|                  | Coureur            | Pays             | Équipe                | Temps             |
| ---------------- | ------------------ | ---------------- | --------------------- | ----------------- |
| 1er              | Philippe Gilbert   | Belgique         | BMC Racing            | en 5 h 2 min 19 s |
| 2e               | Alejandro Valverde | Espagne          | Movistar              | + 0 s             |
| 3e               | Ilnur Zakarin      | Russie           | Katusha               | + 0 s             |
| 4e               | Luis León Sánchez  | Espagne          | Astana                | + 0 s             |
| 5e               | Ben Hermans        | Belgique         | BMC Racing            | + 4 s             |
| 6e               | Tanel Kangert      | Estonie          | Astana                | + 15 s            |
| 7e               | Tejay van Garderen | États-Unis       | BMC Racing            | + 18 s            |
| 8e               | Dario Cataldo      | Italie           | Astana                | + 1 min 5 s       |
| 9e               | Daniel Navarro     | Espagne          | Cofidis               | + 1 min 6 s       |
| 10e              | Víctor de la Parte | Espagne          | CCC Sprandi Polkowice | + 1 min 9 s       |
| modifier         |                    |                  |                       |                   |

### Classements annexes
| Classement de la montagne | Classement de la montagne | Classement de la montagne | Classement de la montagne | Classement de la montagne |
| ------------------------- | ------------------------- | ------------------------- | ------------------------- | ------------------------- |
|                           | Coureur                   | Pays                      | Équipe                    | Point(s)                  |
| 1er                       | Ion Izagirre              | Espagne                   | Movistar                  | 10 points                 |
| 2e                        | Daniel Navarro            | Espagne                   | Cofidis                   | 8 pts                     |
| 3e                        | Alejandro Valverde        | Espagne                   | Movistar                  | 6 pts                     |
| modifier                  |                           |                           |                           |                           |

| Classement des Metas Volantes | Classement des Metas Volantes | Classement des Metas Volantes | Classement des Metas Volantes | Classement des Metas Volantes |
| ----------------------------- | ----------------------------- | ----------------------------- | ----------------------------- | ----------------------------- |
|                               | Coureur                       | Pays                          | Équipe                        | Point(s)                      |
| 1er                           | Rubén Fernández Andújar       | Espagne                       | Movistar                      | 3 points                      |
| 2e                            | Ion Izagirre                  | Espagne                       | Movistar                      | 2 pts                         |
| 3e                            | Kamil Gradek                  | Pologne                       | Verva ActiveJet               | 2 pts                         |
| modifier                      |                               |                               |                               |                               |

| Classement du meilleur coureur Murcien | Classement du meilleur coureur Murcien | Classement du meilleur coureur Murcien | Classement du meilleur coureur Murcien | Classement du meilleur coureur Murcien |
|                                        | Coureur                                | Pays                                   | Équipe                                 | Temps                                  |
| -------------------------------------- | -------------------------------------- | -------------------------------------- | -------------------------------------- | -------------------------------------- |
| 1er                                    | Alejandro Valverde                     | Espagne                                | Movistar                               | en 5 h 2 min 19 s                      |
| 2e                                     | Luis León Sánchez                      | Espagne                                | Astana                                 | + 0 s                                  |
| 3e                                     | José Joaquín Rojas                     | Espagne                                | Movistar                               | + 2 min 6 s                            |
| modifier                               |                                        |                                        |                                        |                                        |

| Classement par équipes | Classement par équipes | Classement par équipes | Classement par équipes |
|                        | Équipe                 | Pays                   | Temps                  |
| ---------------------- | ---------------------- | ---------------------- | ---------------------- |
| 1re                    | BMC Racing             | États-Unis             | en 15 h 7 min 19 s     |
| 2e                     | Astana                 | Kazakhstan             | + 58 s                 |
| 3e                     | Movistar               | Espagne                | + 2 min 53 s           |
| modifier               |                        |                        |                        |

### UCI Europe Tour
Ce Tour de Murcie attribue des points pour l'UCI Europe Tour 2016, par équipes seulement aux coureurs des équipes continentales professionnelles et continentales, individuellement à tous les coureurs sauf ceux faisant partie d'une équipe ayant un label WorldTeam.
| Position           | 1er | 2e | 3e | 4e | 5e | 6e | 7e | 8e | 9e | 10e | 11e | 12e | 13e à 15e | 16e à 25e |
| Classement général | 125 | 85 | 70 | 60 | 50 | 40 | 35 | 30 | 25 | 20  | 15  | 10  | 5         | 3         |

## Liste des participants
- Liste de départ complète

| Légende | Légende                                                                    | Légende | Légende                                                    |
| ------- | -------------------------------------------------------------------------- | ------- | ---------------------------------------------------------- |
| Num     | Dossard de départ porté par le coureur sur ce Tour de Murcie               | Pos     | Position à l'arrivée de la course                          |
|         | Indique un maillot de champion national ou mondial, suivi de sa spécialité | NP      | Indique un coureur qui n'a pas pris le départ de la course |
| AB      | Indique un coureur qui n'a pas terminé la course                           | HD      | Indique un coureur qui a terminé la course hors des délais |

| Astana AST            | Astana AST              | Astana AST |
| --------------------- | ----------------------- | ---------- |
| Num                   | Coureur                 | Pos        |
| 1                     | Luis León Sánchez (ESP) | 4e         |
| 2                     | Dario Cataldo (ITA)     | 8e         |
| 3                     | Arman Kamyshev (KAZ)    | 31e        |
| 4                     | Tanel Kangert (EST)     | 6e         |
| 5                     | Alexey Lutsenko (KAZ)   | 32e        |
| 6                     | Davide Malacarne (ITA)  | NP         |
| 7                     | Paolo Tiralongo (ITA)   | 30e        |
| Directeur sportif : ? |                         |            |

| Movistar MOV          | Movistar MOV                     | Movistar MOV |
| --------------------- | -------------------------------- | ------------ |
| Num                   | Coureur                          | Pos          |
| 11                    | Alejandro Valverde (ESP) (Route) | 2e           |
| 12                    | José Joaquín Rojas (ESP)         | 12e          |
| 13                    | Rubén Fernández Andújar (ESP)    | 13e          |
| 14                    | Jesús Herrada (ESP)              | 28e          |
| 15                    | Ion Izagirre (ESP)               | 11e          |
| 16                    | Antonio Pedrero (ESP)            | AB           |
| 17                    | Rory Sutherland (AUS)            | 83e          |
| Directeur sportif : ? |                                  |              |

| BMC Racing BMC        | BMC Racing BMC           | BMC Racing BMC |
| --------------------- | ------------------------ | -------------- |
| Num                   | Coureur                  | Pos            |
| 21                    | Darwin Atapuma (COL)     | 17e            |
| 22                    | Brent Bookwalter (USA)   | 19e            |
| 23                    | Damiano Caruso (ITA)     | 20e            |
| 24                    | Philippe Gilbert (BEL)   | 1er            |
| 25                    | Ben Hermans (BEL)        | 5e             |
| 26                    | Samuel Sánchez (ESP)     | 14e            |
| 27                    | Tejay van Garderen (USA) | 7e             |
| Directeur sportif : ? |                          |                |

| Katusha KAT           | Katusha KAT             | Katusha KAT |
| --------------------- | ----------------------- | ----------- |
| Num                   | Coureur                 | Pos         |
| 31                    | Vladimir Isaychev (RUS) | 100e        |
| 32                    | Matvey Mamykin (RUS)    | 79e         |
| 33                    | Maxim Belkov (RUS)      | 99e         |
| 34                    | Jhonatan Restrepo (COL) | 23e         |
| 35                    | Egor Silin (RUS)        | 75e         |
| 36                    | Alexey Tsatevitch (RUS) | HD          |
| 37                    | Ilnur Zakarin (RUS)     | 3e          |
| Directeur sportif : ? |                         |             |

| Direct Énergie DEN    | Direct Énergie DEN     | Direct Énergie DEN |
| --------------------- | ---------------------- | ------------------ |
| Num                   | Coureur                | Pos                |
| 41                    | Sylvain Chavanel (FRA) | 76e                |
| 42                    | Yohann Gène (FRA)      | 82e                |
| 43                    | Fabien Grellier (FRA)  | 77e                |
| 44                    | Julien Morice (FRA)    | AB                 |
| 45                    | Adrien Petit (FRA)     | AB                 |
| 46                    | Alexandre Pichot (FRA) | 81e                |
| 47                    | Angélo Tulik (FRA)     | 44e                |
| Directeur sportif : ? |                        |                    |

| Cofidis COF           | Cofidis COF           | Cofidis COF |
| --------------------- | --------------------- | ----------- |
| Num                   | Coureur               | Pos         |
| 51                    | Hugo Hofstetter (FRA) | AB          |
| 52                    | Jérôme Cousin (FRA)   | 68e         |
| 53                    | Nicolas Edet (FRA)    | 41e         |
| 54                    | Luis Ángel Maté (ESP) | 63e         |
| 55                    | Daniel Navarro (ESP)  | 9e          |
| 56                    | Romain Hardy (FRA)    | 66e         |
| 57                    | Julien Simon (FRA)    | 26e         |
| Directeur sportif : ? |                       |             |

| CCC Sprandi Polkowice CCC | CCC Sprandi Polkowice CCC | CCC Sprandi Polkowice CCC |
| ------------------------- | ------------------------- | ------------------------- |
| Num                       | Coureur                   | Pos                       |
| 61                        | Víctor de la Parte (ESP)  | 10e                       |
| 62                        | Felix Großschartner (AUT) | 24e                       |
| 63                        | Jan Hirt (CZE)            | 70e                       |
| 64                        | Maciej Paterski (POL)     | 62e                       |
| 65                        | Patryk Stosz (POL)        | 91e                       |
| 66                        | Łukasz Owsian (POL)       | 15e                       |
| 67                        | Marcin Mrożek (POL)       | 61e                       |
| Directeur sportif : ?     |                           |                           |

| Bora-Argon 18 BOA     | Bora-Argon 18 BOA         | Bora-Argon 18 BOA |
| --------------------- | ------------------------- | ----------------- |
| Num                   | Coureur                   | Pos               |
| 71                    | Jan Bárta (CZE)           | 65e               |
| 72                    | Paul Voss (GER)           | 27e               |
| 73                    | Cesare Benedetti (ITA)    | 60e               |
| 74                    | Silvio Herklotz (GER)     | 42e               |
| 75                    | Ralf Matzka (GER)         | NP                |
| 76                    | José Mendes (POR)         | AB                |
| 77                    | Michael Schwarzmann (GER) | 84e               |
| Directeur sportif : ? |                           |                   |

| Caja Rural-Seguros RGA CJR | Caja Rural-Seguros RGA CJR | Caja Rural-Seguros RGA CJR |
| -------------------------- | -------------------------- | -------------------------- |
| Num                        | Coureur                    | Pos                        |
| 81                         | Sergio Pardilla (ESP)      | 18e                        |
| 82                         | Carlos Barbero (ESP)       | AB                         |
| 83                         | Miguel Ángel Benito (ESP)  | 101e                       |
| 84                         | Jonathan Lastra (ESP)      | 55e                        |
| 85                         | Hugh Carthy (GBR)          | 29e                        |
| 86                         | Jaime Rosón (ESP)          | 46e                        |
| 87                         | Lluís Mas (ESP)            | AB                         |
| Directeur sportif : ?      |                            |                            |

| Topsport Vlaanderen-Baloise TSV | Topsport Vlaanderen-Baloise TSV | Topsport Vlaanderen-Baloise TSV |
| ------------------------------- | ------------------------------- | ------------------------------- |
| Num                             | Coureur                         | Pos                             |
| 91                              | Dries Van Gestel (BEL)          | 33e                             |
| 92                              | Sander Helven (BEL)             | HD                              |
| 93                              | Gijs Van Hoecke (BEL)           | 57e                             |
| 94                              | Bert Van Lerberghe (BEL)        | 34e                             |
| 95                              | Thomas Sprengers (BEL)          | 45e                             |
| 96                              | Eliot Lietaer (BEL)             | 86e                             |
| 97                              | Ruben Pols (BEL)                | HD                              |
| Directeur sportif : ?           |                                 |                                 |

| Gazprom-RusVelo GAZ   | Gazprom-RusVelo GAZ        | Gazprom-RusVelo GAZ |
| --------------------- | -------------------------- | ------------------- |
| Num                   | Coureur                    | Pos                 |
| 101                   | Alexandr Kolobnev (RUS)    | 54e                 |
| 102                   | Sergey Firsanov (RUS)      | 22e                 |
| 103                   | Artem Ovechkin (RUS)       | 97e                 |
| 104                   | Alexander Foliforov (RUS)  | 80e                 |
| 105                   | Artur Ershov (RUS)         | 90e                 |
| 106                   | Alexander Evtushenko (RUS) | 95e                 |
| 107                   | Alexey Kurbatov (RUS)      | 35e                 |
| Directeur sportif : ? |                            |                     |

| Funvic Soul Cycles-Carrefour FSC | Funvic Soul Cycles-Carrefour FSC | Funvic Soul Cycles-Carrefour FSC |
| -------------------------------- | -------------------------------- | -------------------------------- |
| Num                              | Coureur                          | Pos                              |
| 111                              | Antonio Piedra (ESP)             | 69e                              |
| 112                              | Pablo Urtasun (ESP)              | HD                               |
| 113                              | Magno Nazaret (BRA)              | 85e                              |
| 114                              | Flávio Cardoso (BRA)             | 96e                              |
| 115                              | Murilo Affonso (BRA)             | 52e                              |
| 116                              | Kléber Ramos (BRA)               | 37e                              |
| 117                              | João Gaspar (BRA)                | 89e                              |
| Directeur sportif : ?            |                                  |                                  |

| Matrix Powertag MTR   | Matrix Powertag MTR        | Matrix Powertag MTR |
| --------------------- | -------------------------- | ------------------- |
| Num                   | Coureur                    | Pos                 |
| 121                   | José Vicente Toribio (ESP) | 49e                 |
| 122                   | Junya Sano (JPN)           | AB                  |
| 123                   | Yukihiro Doi (JPN)         | NP                  |
| 124                   | Airán Fernández (ESP)      | 88e                 |
| 125                   | Hayato Yoshida (JPN)       | HD                  |
| 126                   | Daiki Yasuhara (JPN)       | AB                  |
| 127                   | Kenji Takubo (JPN)         | HD                  |
| Directeur sportif : ? |                            |                     |

| Euskadi Basque Country-Murias EUS | Euskadi Basque Country-Murias EUS | Euskadi Basque Country-Murias EUS |
| --------------------------------- | --------------------------------- | --------------------------------- |
| Num                               | Coureur                           | Pos                               |
| 131                               | Garikoitz Bravo (ESP)             | 16e                               |
| 132                               | Beñat Txoperena (ESP)             | 78e                               |
| 133                               | Mikel Iturria (ESP)               | 53e                               |
| 134                               | Mikel Bizkarra (ESP)              | 58e                               |
| 135                               | Imanol Estévez (ESP)              | 56e                               |
| 136                               | Ander Barrenetxea (ESP)           | AB                                |
| 137                               | Gotzon Udondo (ESP)               | HD                                |
| Directeur sportif : ?             |                                   |                                   |

| Équipe nationale d'Espagne ESP | Équipe nationale d'Espagne ESP | Équipe nationale d'Espagne ESP |
| ------------------------------ | ------------------------------ | ------------------------------ |
| Num                            | Coureur                        | Pos                            |
| 141                            | Miguel Ángel Ballesteros (ESP) | 103e                           |
| 142                            | José Manuel Díaz (ESP)         | 50e                            |
| 143                            | Rubén Montoya (ESP)            | HD                             |
| 144                            | Cristian Rodríguez (ESP)       | 43e                            |
| 145                            | Xabier San Sebastián (ESP)     | 40e                            |
| 146                            | Antonio Jesús Soto (ESP)       | HD                             |
| 147                            | Cristian Torres (ESP)          | 39e                            |
| Directeur sportif : ?          |                                |                                |

| Burgos BH BUR         | Burgos BH BUR             | Burgos BH BUR |
| --------------------- | ------------------------- | ------------- |
| Num                   | Coureur                   | Pos           |
| 151                   | Pablo Torres (ESP)        | 94e           |
| 152                   | Arnau Solé (ESP)          | 93e           |
| 153                   | Ibai Salas (ESP)          | 48e           |
| 154                   | Igor Merino (ESP)         | AB            |
| 155                   | Juan Carlos Riutort (ESP) | AB            |
| 156                   | Víctor Martín (ESP)       | AB            |
| 157                   | Álvaro Robredo (ESP)      | AB            |
| Directeur sportif : ? |                           |               |

| Verva ActiveJet VAT   | Verva ActiveJet VAT   | Verva ActiveJet VAT |
| --------------------- | --------------------- | ------------------- |
| Num                   | Coureur               | Pos                 |
| 161                   | Paweł Franczak (POL)  | 87e                 |
| 162                   | Kamil Gradek (POL)    | 98e                 |
| 163                   | Paweł Cieślik (POL)   | 21e                 |
| 164                   | Jiří Polnický (CZE)   | AB                  |
| 165                   | Karel Hník (CZE)      | 25e                 |
| 166                   | Adam Stachowiak (POL) | 92e                 |
| 167                   | Jordi Simón (ESP)     | 59e                 |
| Directeur sportif : ? |                       |                     |

| Louletano-Hospital de Loulé LHL | Louletano-Hospital de Loulé LHL | Louletano-Hospital de Loulé LHL |
| ------------------------------- | ------------------------------- | ------------------------------- |
| Num                             | Coureur                         | Pos                             |
| 171                             | Eloy Teruel (ESP)               | AB                              |
| 172                             | Vicente García de Mateos (ESP)  | 67e                             |
| 173                             | João Benta (POR)                | 48e                             |
| 174                             | Francisco Cantero (ESP)         | 38e                             |
| 175                             | Sandro Pinto (POR)              | 36e                             |
| 176                             | José de Segovia (ESP)           | AB                              |
| 177                             |                                 |                                 |
| Directeur sportif : ?           |                                 |                                 |

| Roompot-Oranje Peloton ROP | Roompot-Oranje Peloton ROP | Roompot-Oranje Peloton ROP |
| -------------------------- | -------------------------- | -------------------------- |
| Num                        | Coureur                    | Pos                        |
| 181                        | Reinier Honig (NED)        | 64e                        |
| 182                        | Johnny Hoogerland (NED)    | 71e                        |
| 183                        | Michel Kreder (NED)        | 73e                        |
| 184                        | Maurits Lammertink (NED)   | 74e                        |
| 185                        | Nick van der Lijke (NED)   | 102e                       |
| 186                        | Etienne van Empel (NED)    | 51e                        |
| 187                        | Sjoerd van Ginneken (NED)  | 72e                        |
| Directeur sportif : ?      |                            |                            |